# Comitas rex
Comitas rex é uma espécie de gastrópode do gênero Comitas, pertencente a família Pseudomelatomidae.